# Macrocystis

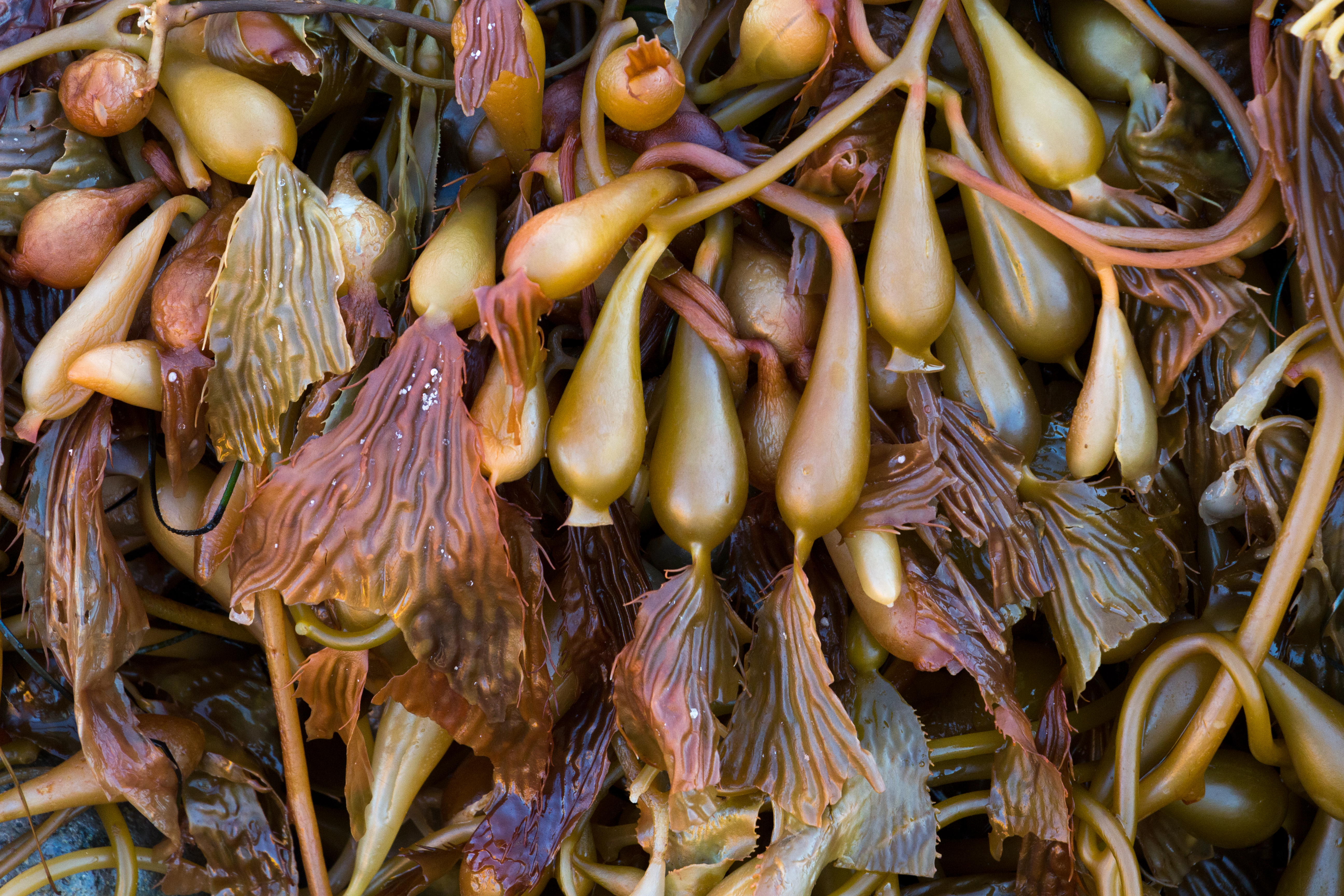
Talos de Macrocystis pyrifera com os flutuadores característicos em forma de pera (Ensenada, Baja California, México).

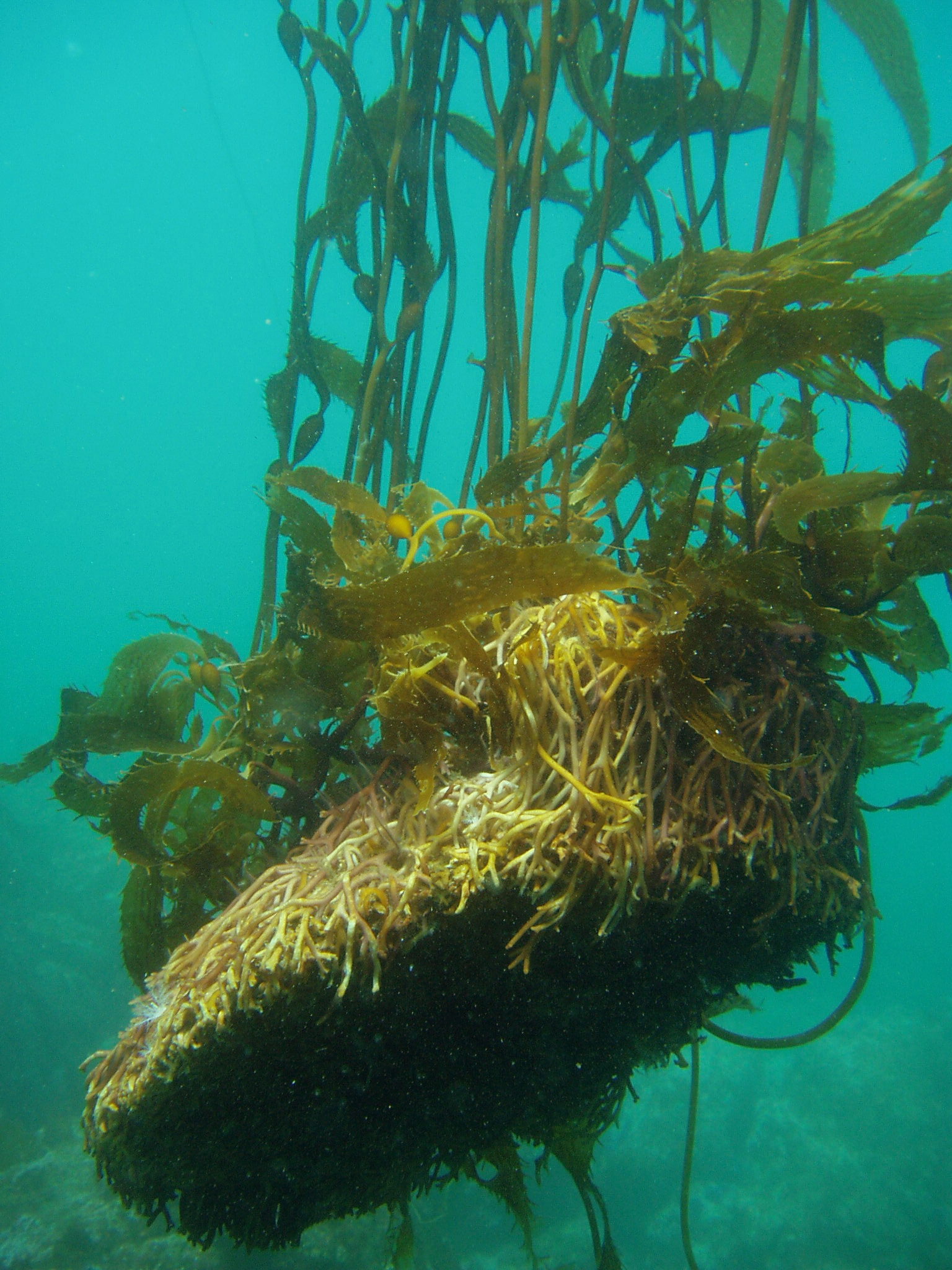
Rizóide de Macrocystis pyrifera (arrancado do fundo por uma tempestade).

Macrocystis é um género monospecífico de algas castanhas do tipo kelp, que contém a maior de todas as espécies de Phaeophyceae (Macrocystis pyrifera), cujos talos são capazes de atingir 45–60 m de comprimento. Estas macroalgas são em muitas regiões o principal componente das florestas submarinas de kelp, com distribuição alargada nas águas costeiras das regiões subtropical, temperada e sub-antárcticas do Hemisfério Sul (p. ex. as costas do Chile, Nova Zelândia, Austrália, ilhas Falkland e ilhas Auckland) e do Pacífico Nordeste (desde as costas da Baja California até Sitka, no Alaska). O epíteto específico resulta da presença de grandes flutuadores piriformes nos seus talos.

## Descrição

### Morfologia
Os membros do género Macrocystis são algas marinhas gigantes, com grandes talos laminares, geralmente designados por lâminas, com comprimentos que em condições favoráveis podem ir até aos 45 a 60 m. As lâminas destas algas apresentam pneumatocistos na sua base, o que permite a formação de bosques submarinos de grandes esporófitos perenes, podem viver até 3 anos, erectos por flutuação e formados por grandes frondes cujas lâminas sofrem um processo cíclico de senescência, podendo cada uma persistir por até 100 dias.
Alguns indivíduos são tão grandes que os talos podem crescer até aos 60 m de comprimento, com a maioria dos estipes a ultrapassar os 45 m de comprimento.
Os estipes ligam-se ao substrato por um rizóide e ramificam-se três ou quatro vezes próximo da base, permanecendo sem ramificação até ao seu topo. As lâminas formam-se a intervalos irregulares ao longo do estipe, cada lâmina com pelo menos um grande penumatocisto piriforme junto à base, permitindo manter o estipe erecto por flutuação.
O género tem uma ampla distribuição natural nas regiões subtropical, temperada e sub-antártica do Hemisfério Sul, ocorrendo, por exemplo, nas costas da África do Sul, da Argentina, do Chile, do Peru, da Nova Zelândia, da Austrália, das ilhas Malvinas e das ilhas Auckland e ilhas do Oceano Austral até aos 60º de latitude sul, e no nordeste do Pacífico, desde a Península de Baja California (México) até Sitka, no Alaska, regiões onde Macrocystis é frequentemente um componente importante das florestas submarinas de kelp.

### Ciclo de vida
O esporófito macroscópico é composto por múltiplas lâminas especializadas que crescem a partir da região que circunda o ponto de fixação ao substrato. Essas lâminas desenvolvem soros contendo esporângios que liberam esporos haplóides, que se transformam em gametófitos microscópicos femininos e masculinos. Os gametófitos, após encontrarem um substrato apropriado, crescem mitoticamente para eventualmente produzir gâmetas.
Os gametófitos femininos libertam os seus ovos (oogónios) ao mesmo tempo que produzem e libertam uma feromona, o lamoxireno, composto que desencadeia a libertação de esperma pelos gametófitos masculinos. O esperma de Macrocystis consiste em anterozóides biflagelados não-fotossintéticos, que se dirigem para os oogónios seguindo o gradiente de concentração de lamoxireno. O ovo é então fertilizado para formar um zigoto, que por mitoses sucessivas inicia o crescimento de um novo indivíduo.
As algas gigantes juvenis crescem directamente sobre o gametófito feminino, estendendo uma ou duas lâminas primárias e iniciando um rizóide rudimentar, que eventualmente cobrirá completamente o gametófito. O crescimento ocorre com o alongamento do estipe e a divisão das lâminas, processo que se desenvolve por meio de pequenas sulcos que se vão abrindo na zona onde a lâmina se insere no estipe, que se alargam até o dividir em dois. Os pneumatocistos desenvolvem-se após o surgimento dos primeiros rudimentos de lâmina.

### Ecologia
As algas gigantes do género Macrocystis geralmente formam leitos extensos, com grandes e densa canópias flutuantes, ligadas por extensos rizoides, ou crampons, a substratos rochosos situados abaixo da linha da maré baixa. A presença desses bosques submarinos cria condições ambientais específicas, albergando um um ecossistema com elevada biodiversidade, incluindo desde mamíferos a briozoários.

### Usos
Para além de serem utilizadas em alimentação humana e animal, estas algas eram tradicionalmente recolhidas para fertilização dos campos e para produção de explosivos. Apenas na costa californiana dos Estados Unidos, eram recolhidas para esse fim cerca de 300 toneladas de lâminas por dia.
No presente, a recolha continua intensa, especialmente para produção de algina (ou ácido algínico), produto com vasta utilização na indústria farmacêutica, na preparação de aditivos alimentares e nas indústrias têxtil e de refinação da celulose. Também é usado como fertilizante foliar em agricultura biológica. O ácido algínico corresponde a cerca de 40% do peso seco das frondes de Macrocystis, contra menos de 30% nas restantes Laminariaceae e 20% nas Fucaceae.
Entre os usos industriais modernos, para além das indústrias alimentar e farmacêutica, contam-se a produção de cosméticos, a produção têxtil e o fabrico de colas, vernizes e tintas e ainda a indústria metalúrgica.
Recentemente, os centros de talassoterapia também adoptaram o uso de grandes lâminas de Macrocystis para envoltórios corporais e ligaduras dos membros inferiores, na esperança que a forte presença de ácido algínico, de iodo, potássio e elementos vestigiais, sejam benéficos nos tratamentos para a desintoxicação e revitalização do metabolismo celular.

## Taxonomia e sistemática
No presente entendimento do géneros, Macrocystis é um género monoespecífico tendo M. pyrifera como única espécie. Contudo, ao longo do tempo foram descritas pelo menos 17 espécies do género Macrocystis. Solução semelhante já havia sido proposta em 1874 por Joseph Dalton Hooker, que com base na morfologia das lâminas tinha colocado todas as espécies então descritas no mesmo táxon sob o nome de Macrocystis pyrifera.
Em tempos mais recentes, um grande número de espécies foram reclassificadas com base na morfologia do rizóide (ou crampon) e das lâminas, o que levou ao reconhecimento de três espécies distintas (M. angustifolia, M. integrifolia e M. pyrifera), conjunto a que foi adicionada uma quarta espécie (M. laevis) em 1986.
Apesar disso, em 2009 e 2010, dois estudos de filogenia, recorrendo a características morfológicas e moleculares, demonstraram que Macrocystis é monospecífico (como M. pyrifera), o que é correntemente aceite pela comunidade ficológica.
Apesar de considerado um género monospecífico, Macrocystis tem uma distribuição natural tão ampla que alguns taxonomistas dividem M. pyrifera em quatro morfos, ou sub-espécies, da seguinte forma:
- Macrocystis pyrifera f. pyrifera, conhecida como kelp gigante, é a forma mais expandida de Macrocystis,[20] ocorrendo nas regiões profundas a intermédias da zona eufótica[10] das costas da América do Norte (do Alaska à Baja California), América do Sul, África do Sul, Nova Zelândia e sul da Austrália.[21]
- Macrocystis pyrifera f. integrifolia, encontrada principalmente em rochas da zona entremaré ou poças subtidais pouco profundas da British Columbia, México, Peru e norte do Chile.[6][10][22]
- Macrocystis  pyrifera f. laevis, uma forma de menores dimensões, com ocorrência na zona intertidal das costas do Pacífico Nordeste da América do Norte (British Columbia à Califórnia) e da América do Sul.[6]
- Macrocystis pyrifera f. angustifolia Bory, presente nas águas pouco profundas da África do Sul e da Austrália do Sul.[10][23]